# Jahja at-Tahir Abd Allah
Jahja at-Tahir Abd Allah, arab. يحيى الطاهر عبد الله (ur. w Karnaku w 1942 r., zm. 9 kwietnia 1981) - pisarz egipski.
Abd Allah urodził się i wychował w Karnaku, skąd w 1964 r. wyjechał do Kairu, gdzie podjął naukę, zaczął pracować i tworzyć. Zaangażowany w przemiany społeczne i polityczne lat 60. miał kłopoty z egipskimi służbami bezpieczeństwa i kilka miesięcy spędził w więzieniu. Uważany jest za jednego z najważniejszych pisarzy egipskich, reprezentując pokolenie lat 60.. Pisał opowiadania, powieści i nowele osadzone w realiach południowego Egiptu w okolicach Karnaku i Luksoru, w patriarchalnym środowisku, które żyje według zasad religii i tradycji.
Do najważniejszych tekstów w twórczości Abd Allaha zaliczana jest krótka powieść Naszyjnik i bransolety, opublikowana w 1975 r. Na podstawie tego utworu egipski reżyser Hajri Biszara nakręcił w 1986 r. film pod tym samym tytułem.
Abd Allah zginął w wypadku samochodowym na Pustyni Zachodniej w 1981 r.